# Phrynium minutiflorum
Phrynium minutiflorum är en strimbladsväxtart som beskrevs av Piyakaset Suksathan och Finn Borchsenius. Phrynium minutiflorum ingår i släktet Phrynium och familjen strimbladsväxter. Inga underarter finns listade.